# Polymixis ancepsoides
Polymixis ancepsoides is een vlinder uit de familie uilen (Noctuidae). De wetenschappelijke naam is voor het eerst geldig gepubliceerd in 1989 door Poole.
De soort komt voor in Europa.